# Linxe

Linxe este o comună în departamentul Landes din sud-vestul Franței. În 2009 avea o populație de 1.236 de locuitori.

## Evoluția populației
| An        | 1975  | 1982 | 1990 | 1999  | 2006  | 2009  |
| --------- | ----- | ---- | ---- | ----- | ----- | ----- |
| Populație | 1.042 | 962  | 980  | 1.056 | 1.165 | 1.236 |